# Furulunds IK
Furulunds IK är en fotbollsklubb i Furulund i sydvästra Skåne som bildades 1910.
I dag är drygt 250 personer engagerade i föreningen. Dess A-lag ligger i division 5 (säsongen 2015). Lagen spelar i gula matchtröjor och svarta shorts. Föreningens idrottsplats heter Ljungvalla. 
Den kanske mest kända spelaren i dess historia är Bengt Lindskog som även spelat för lag som Helsingborgs IF, Malmö FF, Udinese, Lecco och Inter. Under senare år har man fått fram Andreas Murbeck som spelat för Skive IK, Ljungskile SK, Landskrona BoIS och sedan februari 2022 i Allsvenskan med IK Sirius FK.
Klubben har även haft en del framgångar på ungdomssidan. En av dessa framgångar är pojklaget födda 2006 som tog silver i Gothia B-slutspel 2022.